# R2-D2
R2-D2 é um robô do tipo droide autoconsciente astromecânico/engenheiro, responsável por manutenção e navegação de astronaves, parceiro do droide antropomórfico C-3PO na saga Star Wars. Fala uma "linguagem" incompreensível, de bipes e sons eletrônicos. Considerado um dos principais personagens da saga  Assim como toda a saga, o personagem teve forte impacto cultural transformando-se em um ícone pop.
R2-D2 e C-3PO são os únicos personagens da série a aparecerem nos 9 filmes e no spin-off Rogue One: Uma História Star Wars, interpretados pelos mesmos atores. Kenny Baker foi o ator anão que atuou dentro do droide em cinco dos seis filmes da série. Apesar de aparecer nos créditos do filme A Vingança dos Sith, Kenny não participou filmou das filmagens deste episódio.

## Episódios

### Star Wars: Episódio I - A Ameaça Fantasma
R2-D2 era um simples droide astromecânico (série R2), a serviço da rainha Padmé Amidala do planeta Naboo. Ao salvar a nave da rainha da destruição, passa a ser visto com mais atenção.
No planeta Tatooine, R2-D2 conhece Anakin Skywalker e seu futuro parceiro C-3PO (doide antropomórfico série 3PO), que havia sido encontrado no lixo e remontado por Anakin.
R2-D2 acidentalmente entra em um caça Naboo de Anakin, que juntos partem para batalha. Assim destroem a nave de controle dos droides inimigos, sendo aclamados heróis.

### Star Wars: Episódio II - Ataque dos Clones
Dez anos depois, R2-D2 continua a serviço de Amidala, e depois que ela sofre dois atentados, vai com Anakin para Naboo, a fim de protegê-la.
Depois os três voltam para Tatooine e lá R2-D2 se reune com C-3PO, que iria com eles para o planeta Geonosis.
Em Geonosis, R2-D2 salva Padmé Amidala da morte na fábrica de droides e depois ajuda C-3PO, que havia sido decapitado e teve sua cabeça fundida com o corpo de um droide de batalha e o corpo unido a cabeça de um droide de batalha, a voltar ao normal.
R2-D2 e C-3PO são as únicas testemunhas do casamento de Anakin e Amidala. Como Anakin se casou com Padmé, R2-D2 também passou a trabalhar para ele.

### Star Wars: Episódio III - A Vingança dos Sith
Três anos depois, R2-D2 ajuda Anakin e Obi-Wan Kenobi a salvar o chanceler Palpatine.
R2-D2vai como copiloto da nave de Anakin até Mustafar, planeta vulcânico onde Anakin, possesso pelo Lado Negro da Força, enfrenta Obi-Wan e perde.
R2-D2se junta a Padmé, Obi-Wan e C-3PO, que vieram ao resgate de Anakin. Depois, C-3PO tem suas memórias apagadas, mas R2-D2 permanece com sua memória inalterada. Neste momento ele emite um som para o C-3PO que remete a um deboche.

### Uma Nova Esperança
R2-D2 e C-3PO agora trabalham em uma nave do planeta Alderaan, servindo ao Capitão Antilles. Quando a nave de Darth Vader ataca e captura a de Leia, ela implanta planos do novo projeto imperial, a Estrela da Morte, na memória de R2. Depois, R2-D2e C-3PO entram numa cápsula de emergência e são ejetados no planeta desértico Tatooine. Lá, os robôs são capturados pelos jawas, "urubus de tecnologia", e vendidos aos humilde fazendeiros Owen Lars e seu sobrinho Luke Skywalker.
Ao limpar R2-D2, Luke ativa a mensagem holográfica de Leia, endereçada a Obi-Wan Kenobi. Luke se lembra do ermitão Ben Kenobi, mas seu tio Owen não deixa ir procurá-lo. Porém, à noite, R2-D2 resolve ir atrás de Ben. Luke e C-3PO vão procurá-lo, e acham o droide e Ben.
Ben, que é de fato Obi-Wan, alega nunca ter possuído um droide (o que é verdade pois no passado R2-D2 era um droide de Padmé e C-3PO era de Anakin mas acabou ficando com Padmé e R2-D2 acabou servindo mais a Anakin do que a Padmé... mas ambos nunca foram propriedade de Obi-Wan), mas vê a mensagem de Leia, pedindo para contatar o pai dela em Alderaan. Obi-Wan, Luke e os droides resolvem ir para lá guiados por Han Solo.
Quando vão chegar a Alderaan, a Estrela da Morte destrói o planeta. Um "raio trator" da Estrela captura a nave de Solo, a Millennium Falcon. Obi-Wan invade a estrela para desligar o raio trator, enquanto Luke, Han e o parceiro Chewbacca vão resgatar Leia, e os droides ficam encarregados de vigiar a segurança, onde Luke, Leia e Solo são salvos no último instante por R2-D2 e C-3PO de serem esmagados pelo compactador de lixo. Depois de tudo pronto, a Falcon foge para a base da Aliança Rebelde. Luke resolve ir na missão de destruir a Estrela da Morte, com R2-D2 como copiloto, e consegue. Mas, com a ajuda de Han Solo na Millennium Falcon.

### O Império Contra-Ataca
Após a invasão do Império à base rebelde em Hoth, R2-D2 acompanha Luke até Dagobah (lar do Mestre Yoda).
Luke avança no treinamento Jedi, mas é obrigado a interromper para salvar Leia e Han em Bespin.
Ao chegar lá, R2-D2 se une à Aliança, Chewbacca e R2-D2 remontam o desmanchado C-3PO, e conserta o propulsor de hiperespaço da Millenium Falcon.

### Star Wars: Episódio VI - O Retorno de Jedi
R2-D2 e C-3PO são enviados para passar uma mensagem ao gângster Jabba the Hutt, que está com Han Solo congelado. Jabba fica com os robôs até Luke, Leia e Lando irem ao resgate de Han.
Luke volta a Dagobah, onde Yoda morre, e conversa com o espírito de Obi-Wan.
Uma missão é enviada à lua florestal de Endor, onde o Império construiu um campo de força para proteger a segunda Estrela da Morte, ainda em construção.
Entre os designados estão Luke (que em certo ponto vai para a Estrela ver Darth Vader), Leia, Han e os droides. R2-D2 tenta abrir a central emissora do escudo, mas o computador o repele. Só abrem à força, com a ajuda dos nativos.
Ao desligar o escudo, as forças rebeldes destroem a Estrela da Morte. E o Império estava finalmente derrotado.

### O Despertar da Força
R2-D2 ficou em estado de baixa energia desde o desaparecimento de Luke Skywalker após a traição de Ben Solo (Kylo Ren). Foi fundamental para a conclusão do mapa que levava ao paradeiro do mestre Luke.

### A Droid Story
A Droid Story é uma futura série animada da saga para a plataforma de streaming Disney+, sobre um novo dróide que se aventura com R2-D2 e C-3PO.
Anunciada durante o The Walt Disney Company Investor Day, uma parceria entre a Lucasfilm Animation e a Industrial Light & Magic (equipe de efeitos visuais). Ainda sem data de lançamento.